# Civljane
Civljane és un poble de Croàcia situat al comtat de Šibenik-Knin, a Dalmàcia. El 2021 tenia 171 habitants.